# Leschnig
Leschnig (polnisch Leśnikⓘ, 1936–1945 Hegerswalde) ist ein Ort in der Stadt- und Landgemeinde Oberglogau (Głogówek) im Powiat Prudnicki der Woiwodschaft Opole in Polen.

## Geographie
Leschnig liegt vier Kilometer nordwestlich von Oberglogau, 20 Kilometer östlich von Prudnik (Neustadt O.S.) und 34 Kilometer südlich von Opole (Oppeln) in der Nizina Śląska (Schlesische Tiefebene). Östlich von Leschnig fließt die Osobłoga (Hotzenplotz), ein linker Zufluss der Oder.
Nachbarorte von Leschnig sind im Westen Blaschewitz (Błażejowice Dolne), im Nordosten Kerpen (Kierpień) und Repsch (Rzepcze), im Südosten die Stadt Oberglogau und im Süden Mochau (Mochów).

## Geschichte

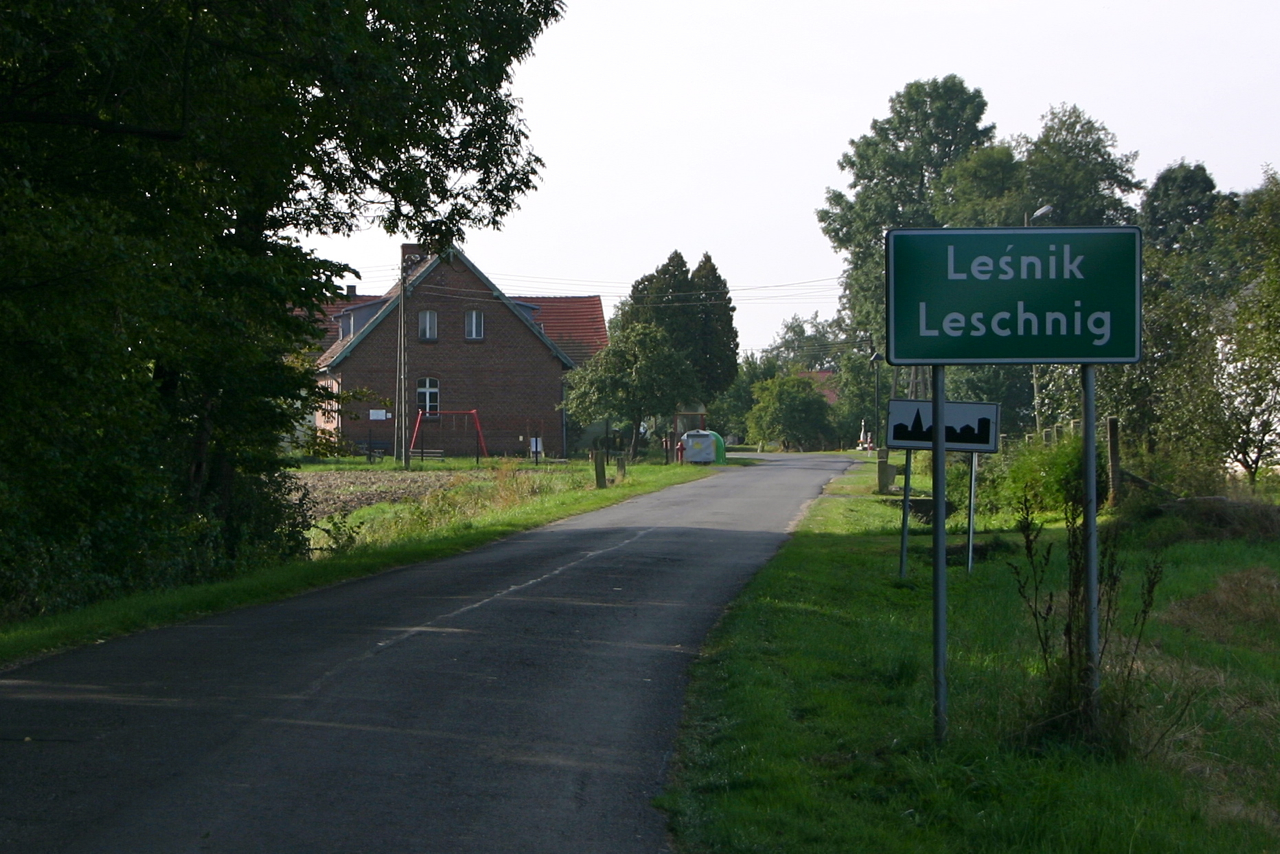
Ortseingang mit Ortstafel

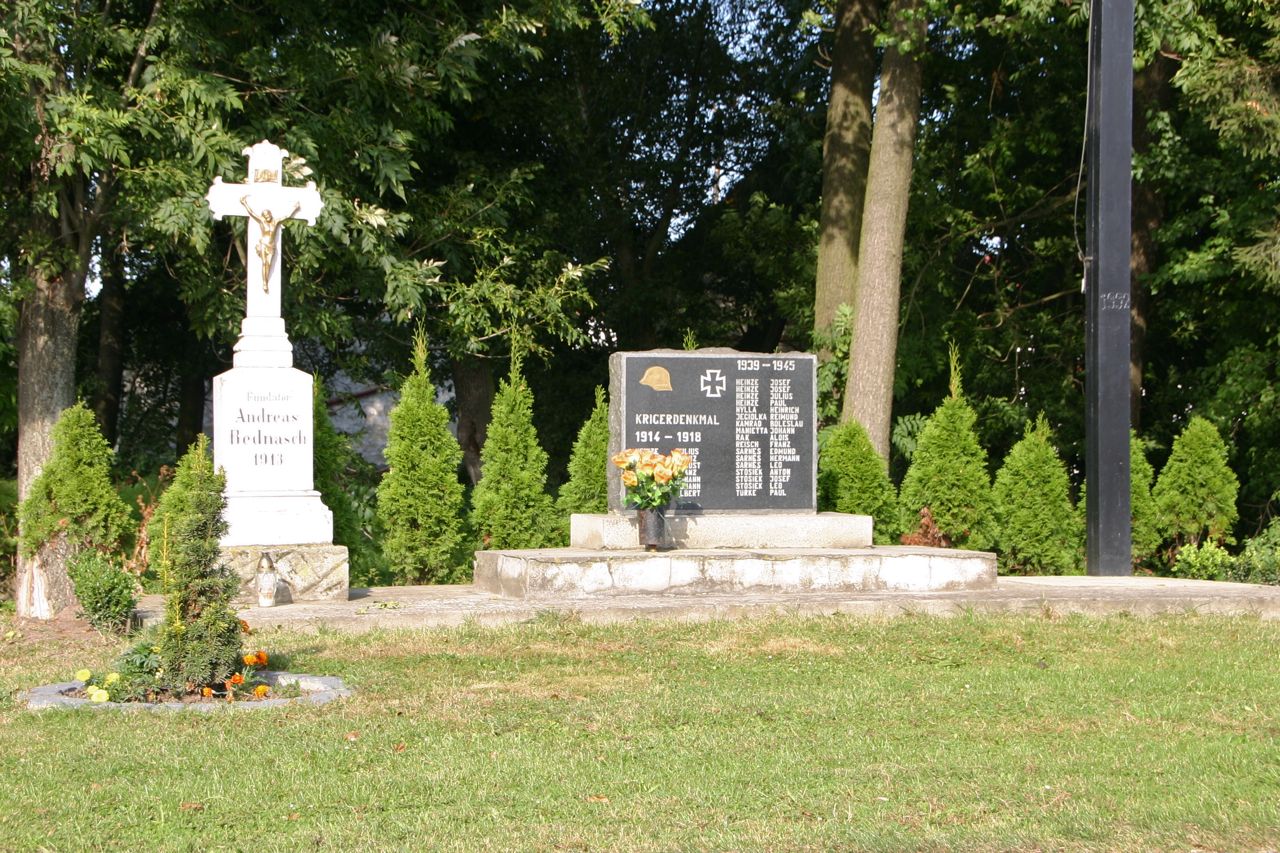
Gefallenendenkmal

„Lesnicia“ wurde erstmals im Jahre 1217 urkundlich erwähnt, bei dem es sich vermutlich um Leschnig handelte (oder eventuell um Leschnitz bei Groß Strehlitz). In diesem Dokument verlieh der Oppelner Herzog Kasimir, auf Rat des Breslauer Bischofs Lorenz und anderen dem Dorf Freiheit. 1388 folgte eine weitere Urkundliche Erwähnung. 1388 schenkte der Oppelner Herzog Ladislaus II. den Ort Leschnig mit weiteren Orten dem Paulinern, die er im selben Jahr in Mochau ansiedeln ließ und ihnen ein Kloster erbaute. 1649 suchte die Pest das Dorf heim.
Nach dem Ersten Schlesischen Krieg fiel Leschnig 1742 mit dem größten Teil Schlesiens an Preußen. 1743 wurde es dem Kreis Neustadt O.S. eingegliedert, mit dem es bis 1945 verbunden blieb. 1865 war der Ort Teil der Gemeinde Wiese-Pauliner.
1903 zerstörte ein Hochwasser einige Häuser im Ort, darunter auch eine Wassermühle. Bei der Volksabstimmung in Oberschlesien am 20. März 1921 stimmten 90 Wahlberechtigte für einen Verbleib bei Deutschland und 16 für die Zugehörigkeit zu Polen. Leschnig verblieb beim Deutschen Reich. 1933 lebten im Ort 159 Einwohner. Am 21. Juli 1936 wurde Leschnig in Hegerswalde umbenannt. 1939 hatte der Ort 148 Einwohner.
Als Folge des Zweiten Weltkriegs kam Leschnig/Hegerswalde unter polnische Verwaltung, wurde in Leśnik umbenannt und der Woiwodschaft Schlesien (1945–1950) angeschlossen. 1950 wurde es der Woiwodschaft Opole eingegliedert. Seit 1999 gehört er zum Powiat Prudnicki. Am 22. April 2009 wurde in der Gemeinde Oberglogau, der Leschnig angehört, Deutsch als zweite Amtssprache eingeführt. Am 1. Dezember 2009 erhielt der Ort zusätzlich den amtlichen deutschen Ortsnamen Leschnig.

## Sehenswürdigkeiten und Denkmale
- Zwei Wegkapellen
- Vier Wegkreuze aus den Jahren 1899, 1906, 1913 und 1954
- Gefallenendenkmal für die Gefallenen des Ersten und des Zweiten Weltkriegs

## Vereine
- Deutscher Freundschaftskreis